# Ван Велсен, Вилма
Вил(ь)ма ван Велсен (нидерл. Margot Wilhelmina Teunisje «Wilma» van Velsen; род. 22 апреля 1964, Тил, Гелдерланд) — голландская пловчиха, призёр чемпионатов Европы, мира и Олимпийских игр, участница двух Олимпиад.

## Карьера
На летних Олимпийских играх 1980 года в Москве ван Велсен выступала в плавании баттерфляем на 100 и 200 метров и эстафете 4×100 метров вольным стилем. В первых двух дисциплинах она выбыла из борьбы на предварительной стадии. В эстафете сборная Нидерландов (Конни ван Бентум, Вилма ван Велсен, Регги де Йонг, Аннелиз Мас) заняла 3-е место (3:49,51 с), проиграв сборным ГДР (3:42,71 с — мировой рекорд) и Швеции (3:48,93 с).
На следующей Олимпиаде в Лос-Анджелесе ван Велсен выступала только в эстафете 4×100 метров вольным стилем, в которой сборная Нидерландов стала серебряным призёром, уступив сборной США.